# أرنرستابي

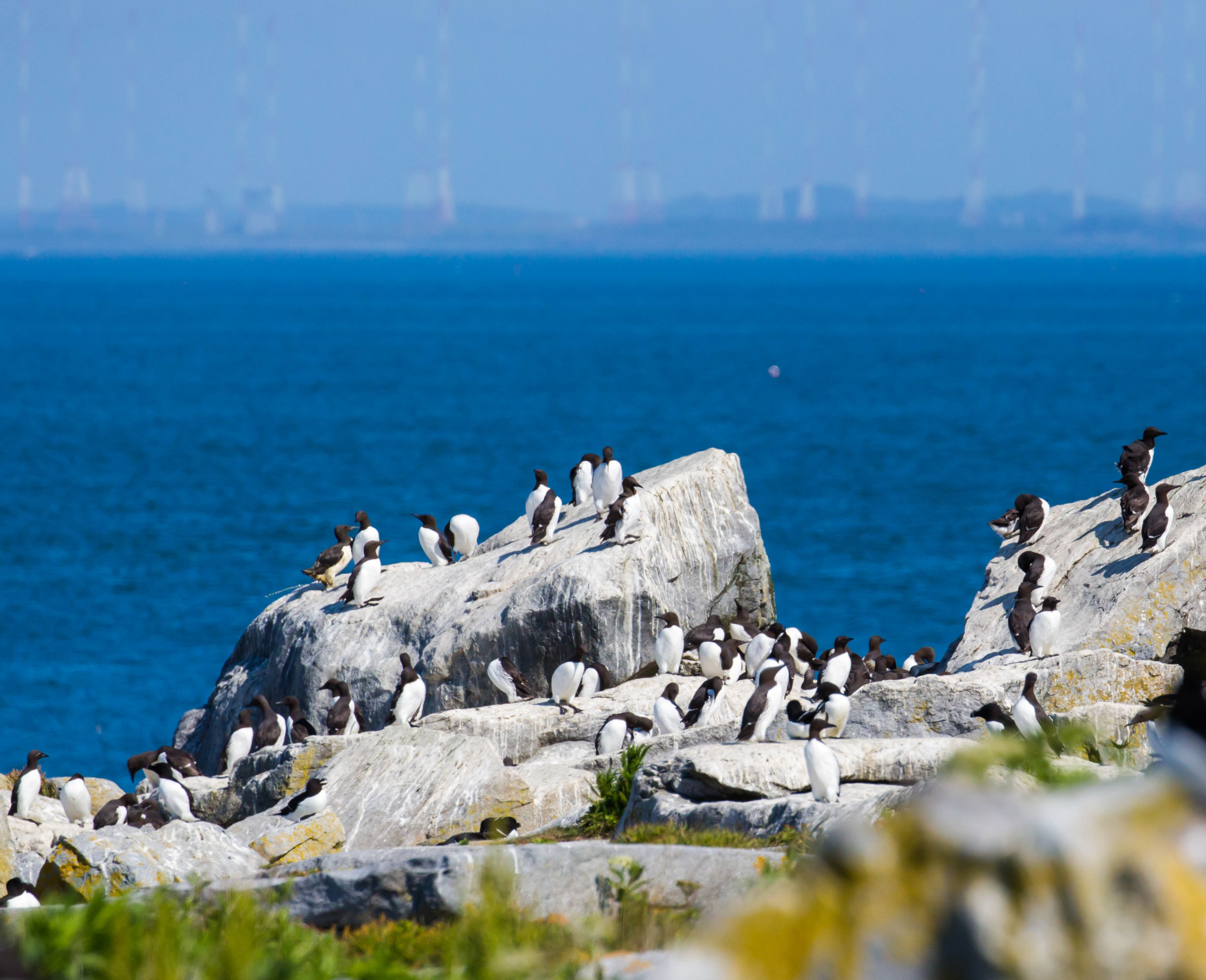
طائر أبو موس يعيش على الشاطيء الصخري العالي

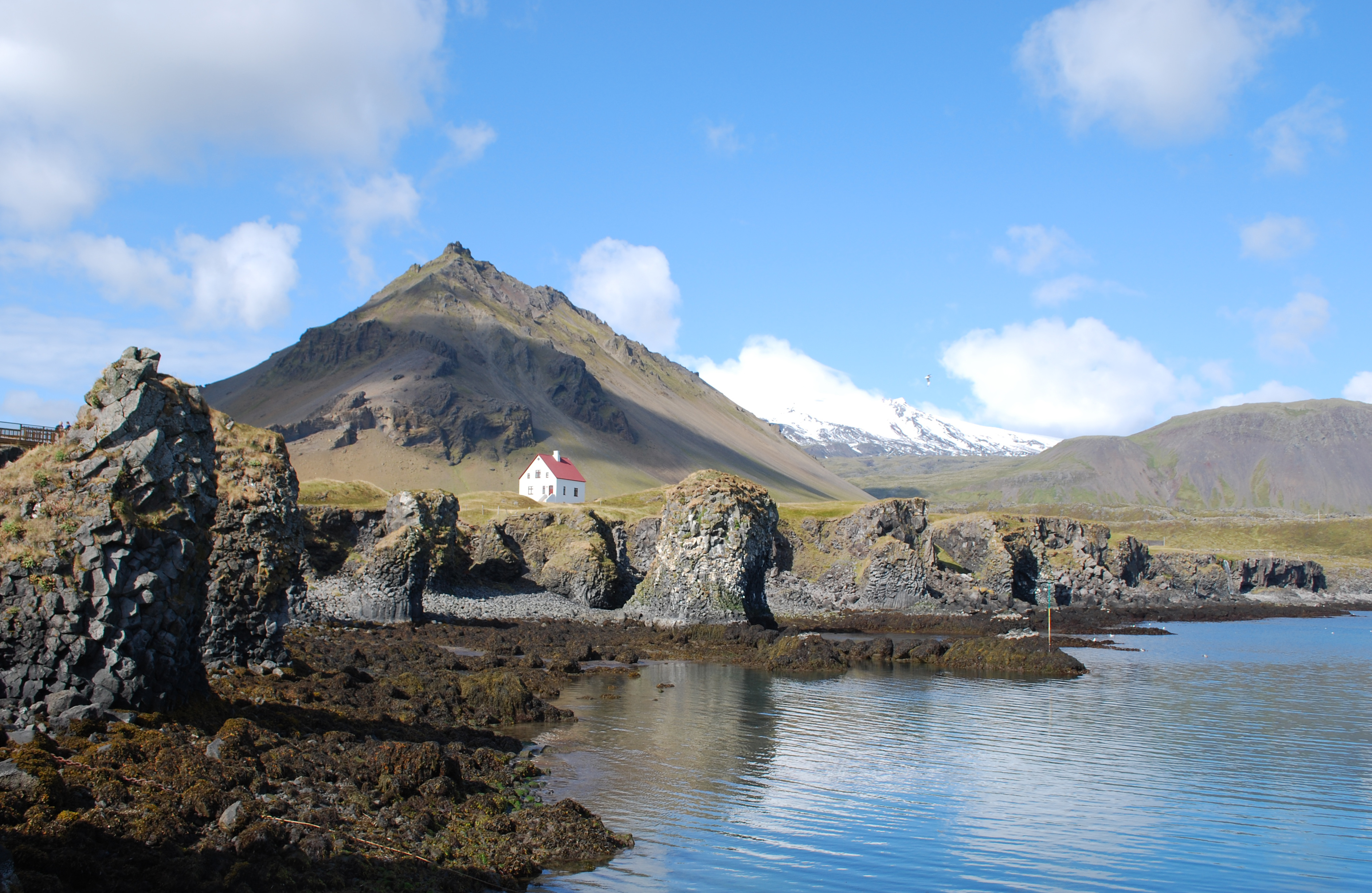
منحدرات بالقرب من قرية أرنرستابي

أرنرِستابي أو سِتابي هي قرية صيد صغيرة عند سفح جبل ستابافيل بين قرية هِلنار و  مزارع بريفاديغ على الجانب الجنوبي من إسلندة .
أسماء الأماكن الموجودة بالقرب من أرنرستابي وقرية هِلنار القريبة مستوحاة من قصة Bárðar saga Snæfellsáss، وهي ملحمة إسلندية تدور حول قصة بارور، نصف إنسان ونصف غول . كانت قرية أرنرستابي موقعًا طبيعيًا لعمليات الإنزال ومرفأ للسفن الصغيرة، وبالتالي فهو مثالي لميناء شحن . في الأيام القديمة، كانت أرنرستابي منذ وقت مبكر جدًا، ميناء صيد مزدحمة ومركز تجاري يخدم منطقة الساحل الغربي لإيسلندا تحت التاج الدنمركي وكان احتكار تاجر من الدنمارك ساريًا منذ عام 1565. منذ ذلك الحين وحتى القرنين السابع عشر والثامن عشر، كان وكلاء التاج الدنماركي يتمتعون بسلطة الوصاية عليها ويتمتعون بالحقوق التجارية عن طريق التعيين الملكي على الأراضي المجاورة، التي كانت مملوكة سابقًا لدير هيلغافيل واحتكار جميع التجارة في المنطقة. يمكن رؤية العديد من المنازل القديمة من ذلك الوقت، ولكل منها تاريخها الفريد، في أرنارستابي، منزل Amtmannshs القديم (مقر إقامة الحاكم الدنماركي (1774-1787) الذي له تاريخ خاص به، حيث تم نقله في عام 1849 إلى فوغور Vogur القريبة ميروم، حيث بقيت حتى عام 1983، عندما أعيدت مرة أخرى إلى أرنرستابي في عام 1985 وأعلنت موقعًا تاريخيًا في عام 1990. أقام هناك من بين شخصيات بارزة أخرى، الحاكم الدنماركي بيارني ثورستينسون (1821-1849)، الذي كان ابنه شاعرًا وكاتبًا شهيرًا "Steingrímur Thorsteinsson" .
لا تزال قرية أرنرستابي اليوم مرفأً مزدحمًا إلى حد ما خلال أشهر الصيف حيث يخدم سفن الصيد والاستجمام الخاصة، بالإضافة إلى أرصفة الميناء التي تم الحفاظ عليها، و تم تجديدها في عام 2002. نظرًا لكونها وجهة شهيرة للسياح في الصيف، فإن أرنارستابي هي اليوم مركز مزدهر لأنشطة السياحة المحلية حيث توجد مجموعة متنوعة من مناطق الجذب الطبيعية والطهي أيضًا، وتقع مجموعة من المنازل الثانية في القرية وحولها. يمكن التمتع بجمال تلك المناطق التي تجذب السياح، ويوجد بها مسار حصان قديم يمر عبر Neðstavatn  هو الآن مسار مشهور للمشي والتجوال لمسافات طويلة عبر الحمم البركانية وعلى طول الشاطئ بين أرنرستابي و هِلنار. هذا المشي يستغرق حوالي ساعة واحدة. يُطلق على حقل الحمم البركانية Hellnahraun، وساحلها حيث يمكن العثور على أقصى غرب لها قرية صغيرة قديمة من هِلنار، فهي محمية طبيعية. على طول الساحل هناك بعض التكوينات الصخرية الفريدة التي يمكن رؤيتها. هناك، تتلاعب أمواج المحيط مع الشمس وضوء النهار لتنتج عرضًا طبيعيًا أكثر إثارة  يمكن تجربته في جرف جاتكليتور، والصدوع هنداغاي، و ميوغجا  . بالقرب من ارنارستاي ستجد أيضًا العديد من الأشياء الأخرى المثيرة للاهتمام  عجائب طبيعية مثل الطيور البحرية و بيارنارفوس  و Lóndrangar .

## الطيور
تحتل المنحدرات على طول الساحل عدد لا يحصى من الطيور وعلى الأخص طائر البفن الجميل والمتسلق، وطائر زمج وكاسر العظام وأبو موس والعديد من الأعشاش الأُخَر في المنطقة.

## معرض الصور

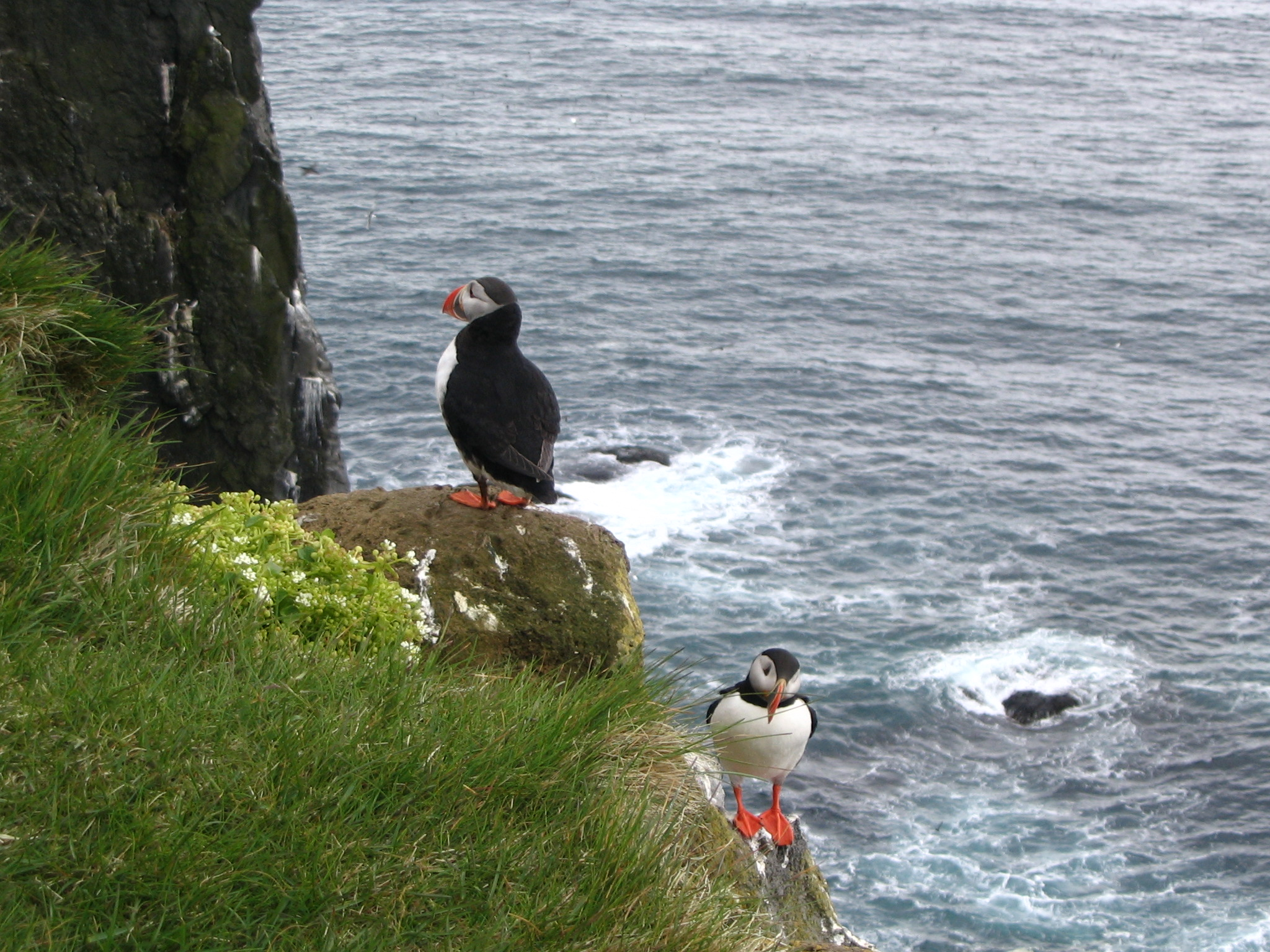
طيور البفن في شاطئ إسلندا.
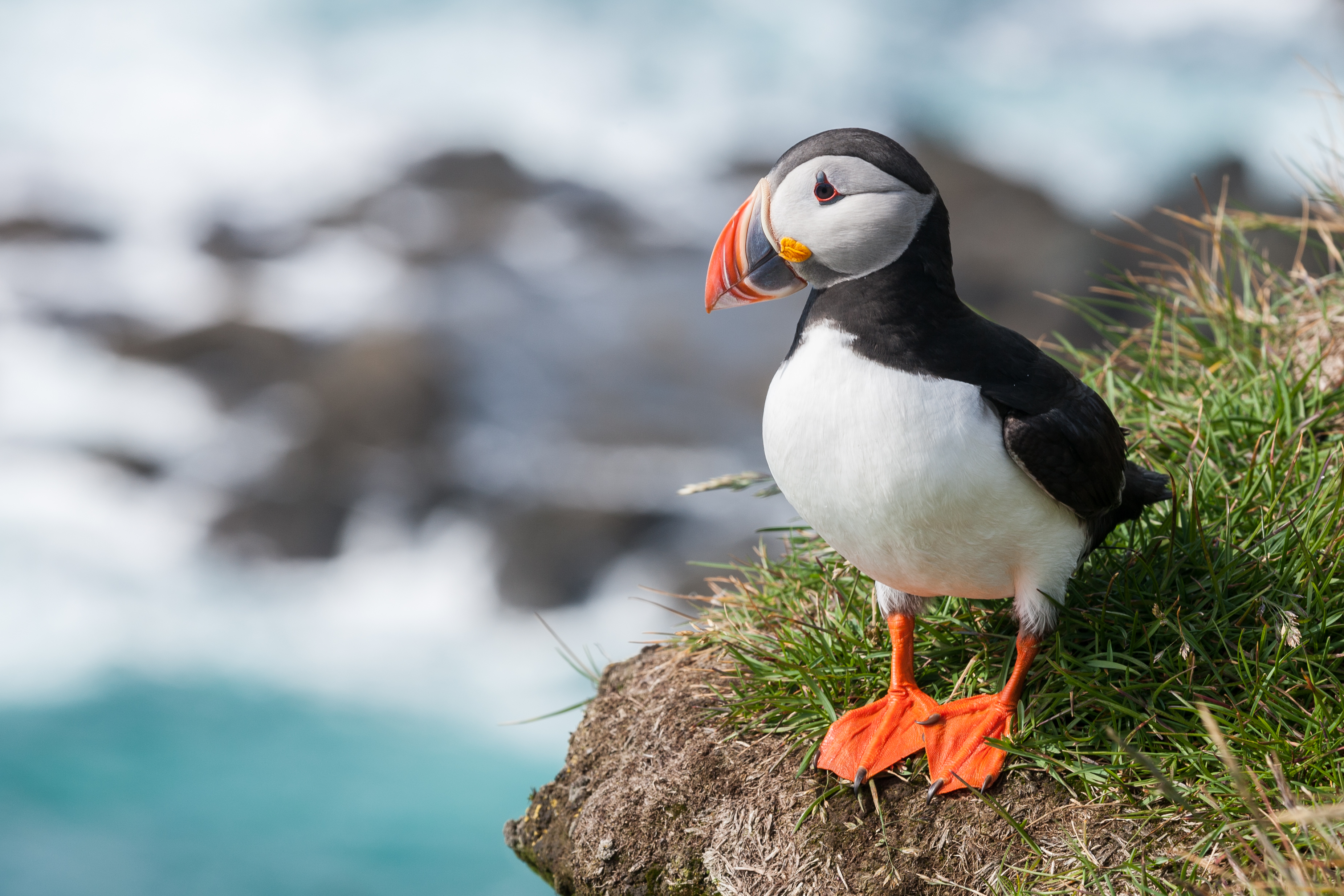
طائر البفن في جرف لوترابيارخ في أقصى الغرب الإسلندي.
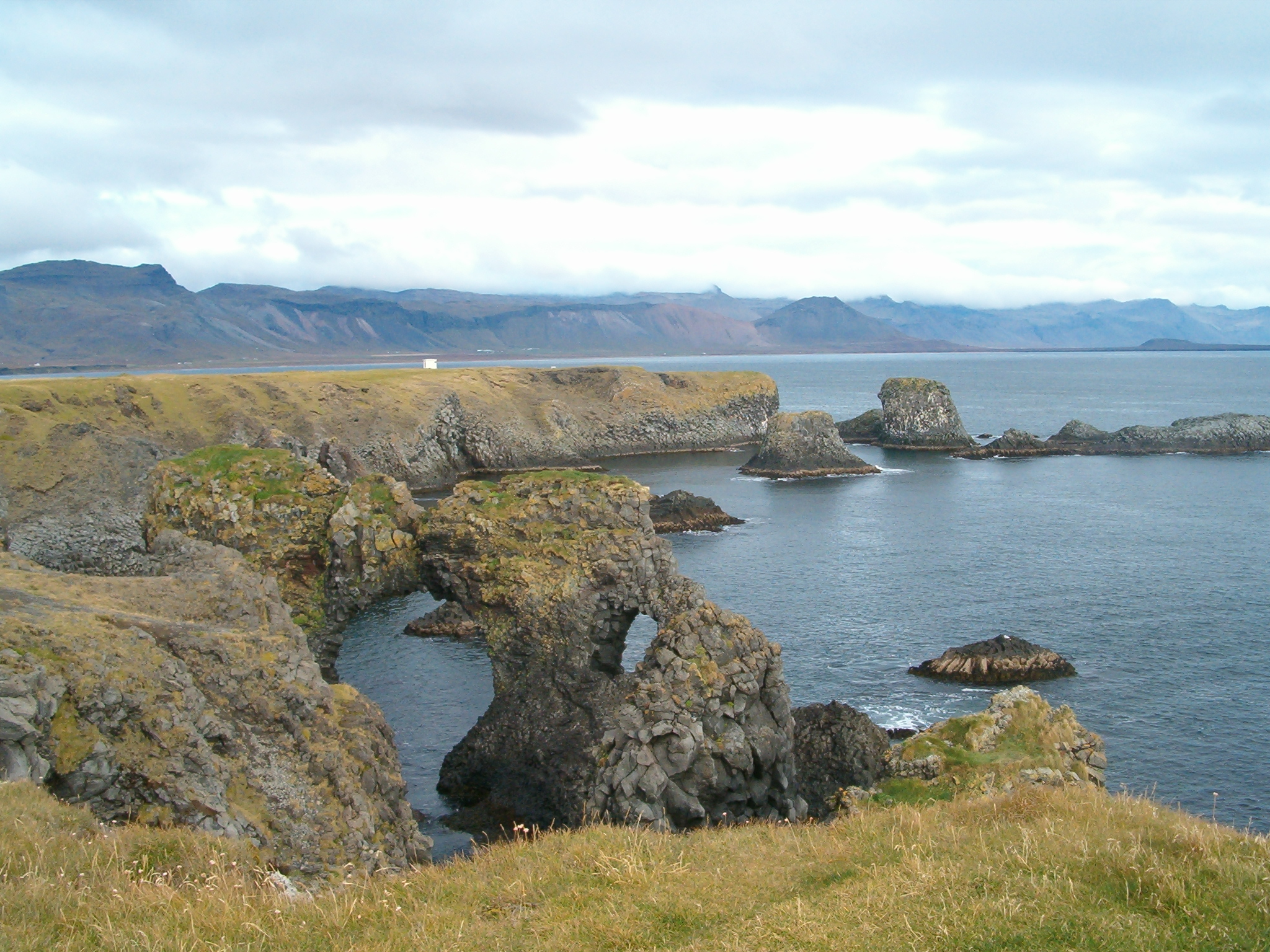
الشاطيء عند أرنرستابي
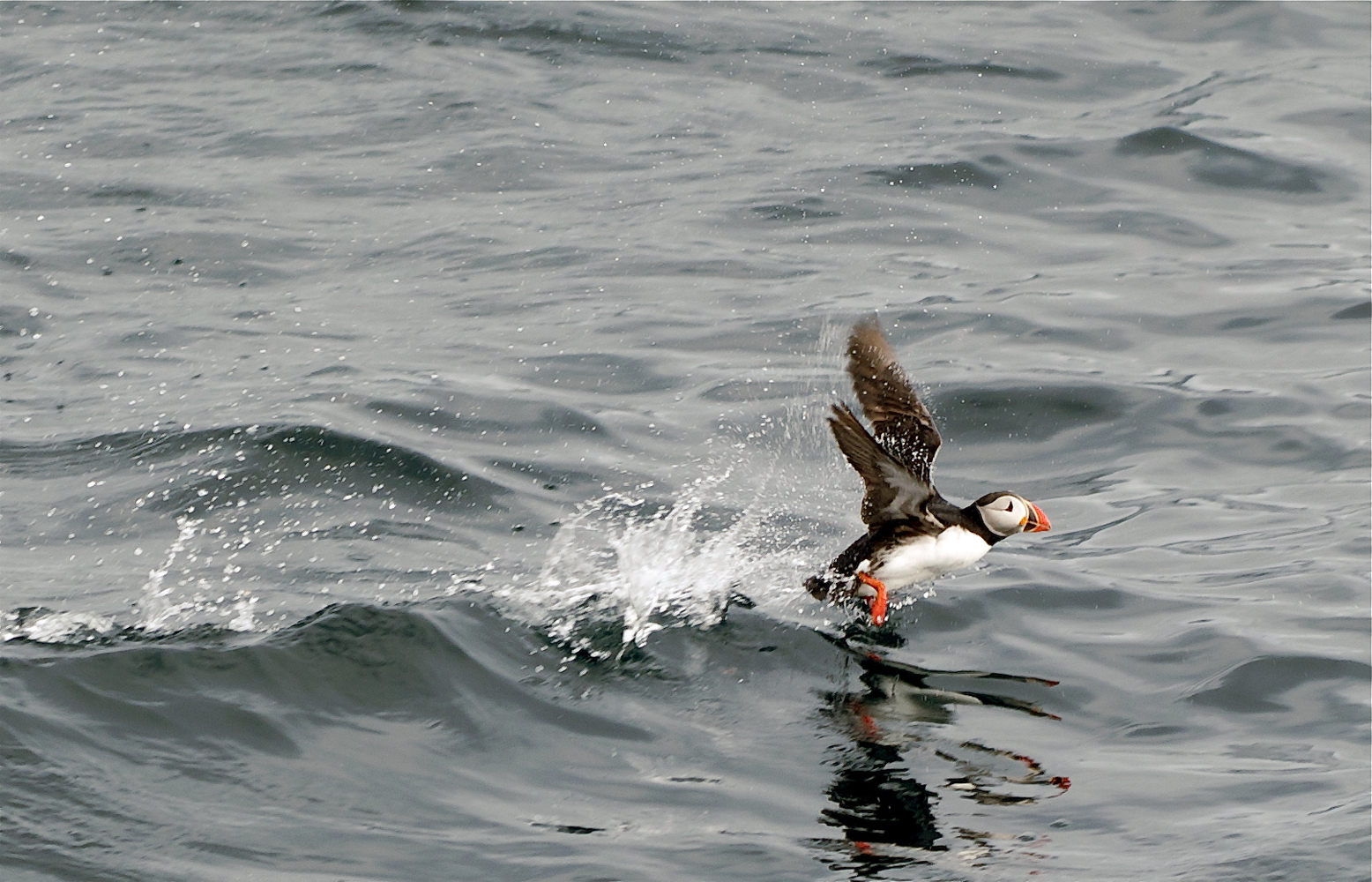
طائر البفن عند إقلاعه.

## في الثقافة الشعبية
في رحلة جول فيرن إلى مركز الأرض هي المحطة الأخيرة على الطريق الذي يسلكه أبطال الفيلم قبل أن يتسلقوا Snæfellsjökull ويدخلوا باطن الكوكب من خلال نفق في فوهة البركان.